# Hazmburk (hora)
Hazmburk (německy Hasenberg) je čedičový vrch východně od obce Klapý, 3,5 km severozápadně od města Libochovice. Na jeho vrcholu se nachází stejnojmenná hradní zřícenina. Vrcholová část hory, na které zřícenina stojí, je chráněná jako přírodní památka a evropsky významná lokalita Vrch Hazmburk. Vrch je krajinnou dominantou dolního Poohří. Je to nejvyšší vrchol Hazmburské tabule.
Často a dříve udávaná výška 418 m je výškou geodetického bodu, výška 429 m je výškou skaliska, na kterém zřícenina hradu stojí.

## Charakteristika
Vrch se nachází v České křídové pánvi, v oblasti Středočeská tabule. Jedná se o neovulkanický útvar na křídovém podloží, vytvořený vypreparováním žíly nefelinického bazanitu (druh čediče) z křídového nadloží, které je tvořeno slínovci. Díky tomu, že původně šlo o žílu, razící si cestu vzhůru puklinami v nadloží, je zde význačná vertikální sloupcová odlučnost čediče, což souviselo se směrem tečení lávy či magmatu a se způsobem tuhnutí.
Půdní pokryv tvoří pararendziny a kambizemě. Část svahů je tvořena odkrytými čedičovými výchozy a sutí. Na jižních svazích vrchu se v minulosti prováděla těžba kamene a pod vrcholem jsou tzv. mrazové sruby (útvary vytvořené mrazovým zvětráváním).
Na přelomu 19. a 20. století zde docházelo k půdním sesuvům, tímto způsobem bylo zničeno několik budov z původní vesničky Klapý. Nyní se zde nachází tři oblasti potenciální sesuvů a jeden sesuv aktivní v severní části kopce.
Vrchol volné sutě a místy i svahy jsou bezlesé až křovinaté. Na jihu jsou svahy stepního rázu, jinde na svazích a při úpatí je zalesněno smíšenými porosty smrku, dubu, akátu.
Při úpatí jsou sady a pole. Je to významná lokalita termofilního hmyzu (přástevník kostivalový, saranče). Je zde Evropsky významná lokalita Vrch Hazmburk o rozloze 31,4 ha.

## Geomorfologie
Geomorfologicky vrch náleží do celku Dolnooharská tabule, podcelku Hazmburská tabule, okrsku Klapská tabule, podokrsku Slatinská tabule, jehož je Hazmburk samostatnou geomorfologickou částí.
Územím prochází Litoměřický hlubinný zlom, který z geologického hlediska tvoří hranici mezi krušnohorskou a středočeskou oblastí. Vznikl projevem sopečné činnosti - pod povrchem se hromadilo magma v žilách a tvořily se tzv. lakolity, což byly podpovrchová ložiska krystalického čediče z utuhlého magmatu. V mladších třetihorách, v miocénu (asi před 23 miliony let), se začaly vyzdvihovat z pískovcového podloží tyto sopečné čedičové kužely. V pliocénu (před 4,8 miliony let) vulkanity místy prorážely Českou křídovou pánev (Trosky, Kunětická hora). Vodní toky pak erozí obnažily ztuhlé čedičové podpovrchové magma a prohlubovaly údolí.

## Přístup
Na Hazmburk se lze dostat hned ze tří stran :
- z Libochovic
- z Klapého
- ze Slatiny

Ze Slatiny je cesta asi nejkratší. Nad obcí Klapý se nachází placené parkoviště, od kterého pak vede nejdelší, ale nejpohodlnější cesta. Z hradu je velmi dobrý výhled na celé Libochovicko respektive na celé dolní Polabí i Poohří jakož i na panorama Českého středohoří.

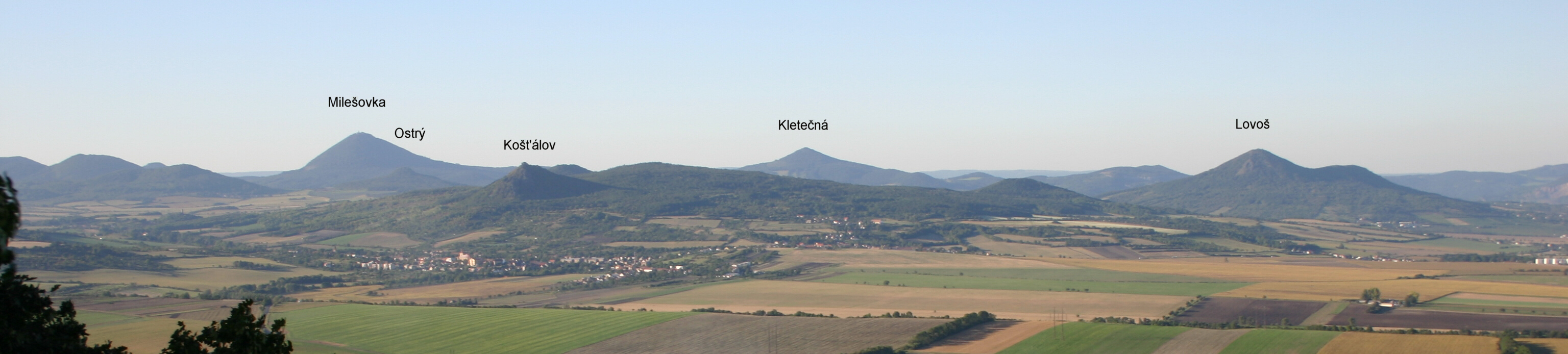
Pohled z Hazmburku k severozápadu